# Rožec kuřičkolistý
Rožec kuřičkolistý (Cerastium alsinifolium) je nízká, bíle kvetoucí bylina, která je českým endemitem, roste pouze na nevelkém území a je považována za druh potenciálně ohrožený zánikem.

## Výskyt
Je výhradně svázán s místy, kde hadcové podloží (metamorfovaná hornina vzniklá přeměnou vyvřelých hornin) vystupuje na povrch a vytváří nápadné skalky. Areál výskytu rožce kuřičkolistého se omezuje na plochu jen okolo 15 km² a tvoří jej přibližně 30 mikrolokalit v okolí obcí Louka, Mnichov a Prameny severně od Mariánských lázní v chráněné krajinné oblasti Slavkovský les. K jeho ochraně byla v těchto místech vyhlášena evropsky významná lokalita Medvědí rozhledy.
Zvětráváním hadcového podloží vznikají mělké a snadno se přehřívající půdy s vysokým obsahem hořčíku, nedostatkem vápníku a poměrně značným obsahem těžkých kovů (chro), kobalt a nikl); naopak je v nich velmi málo živin dusíku, fosforu a draslíku. Tyto přírodní podmínky skýtají pro většinu rostlin nehostinná stanoviště; pouze tzv. serpentinofyty zde mohou s úspěchem vyrůstat a rozmnožovat se.
Rožec kuřičkolistý se v CHKO Slavkovský les vyskytuje ve dvou rozdílných biotopech. V prvém případě se jedná o výskyt v národní přírodní rezervaci Pluhův bor a přírodních rezervacích Planý vrch, Vlček a Mokřady pod Vlčkem, kde se nacházejí zastíněná lesní prameniště a vlhké, pojížděné lesní cesty s příkopy po stranách, tedy vlhčí a méně osluněná místa, která jsou narušována občasnou lidskou činností nebo živočichy. Ve druhém jde o výskyt v národní přírodní památce Křížky a v přírodní památce Dominova skalka, kde vyrůstá v rozvolněné vegetaci na výslunných a poměrně suchých kamenitých stráních a osídluje štěrbiny v hadcových skalkách. Oba tyto rozdílné biotopy mají však společné to, že se jedná o místa s minimální konkurenci  ostatních rostlinných druhů.

## Popis
Vytrvalá, poléhavá, svěže zelená bylina, vyrůstající v rozvolněném trsu, která může dorůst až do výšky 25 cm, zpravidla je však nižší. Poléhavé nebo vystoupavé lodyhy jsou lysé nebo porostlé chlupy, které bývají v horní části žláznaté. Přisedlé listy, vstřícně porůstající lodyhu, bývají dlouhé 5 až 15 mm a široké 2 až 7 mm; jejich celokrajné, vejčité až podlouhle kopinaté čepele jsou často pokryty krycími či žláznatými chloupky.
Květy jsou agregovány do řídkých vidlanů o 5 až 12 květech s listeny podobajícími se zmenšeným lodyžním listům. Jedním z taxonomických znaků jsou spodní listeny bez blanitého okraje a naopak horní s blanitým okrajem. Květ má pět žláznatých kališních lístků, vejčitých nebo vejčitě kopinatých, dlouhých zpravidla 3 až 4 mm. Bílých korunních lístků je také pět; jsou 2 až 2,5krát delší lístků kališních. Jsou tak hluboce dvouklané, až vzniká dojem, že je lístků deset.
Druh kvete od dubna do srpna; k opylení dochází entomogamicky nebo autogamicky. Plodem je tobolka (2 až třikrát delší než kalich), obsahující hnědá bradavčitá semena. Ploidie tohoto chamaefytu je 2n = 8x = 72; rostliny se mohou rozšiřovat semeny nebo rozrůstáním oddenků.

## Možnost záměny
Rožec kuřičkolistý je možno záměnit s nejvíce podobným druhem rožcem rolním. K hlavním rozlišovacím znakům patří, že rožec kuřičkolistý má lodyžní listy nejvýše 3 až 3,5krát delší než široké (rožec rolní obvykle více než 5krát), r. k. má dolní listeny celé blanité bez bylinného okraje (r. r. má u všech listenů blanitý lem), r. k. nevyrůstají v paždí listů bezkvěté větvičky (r. r. je má často vyvinuté) a r. k. je světle zelený (r. r. je šedavě zelený).

## Hybridizace
Rožec kuřičkolistý se ochotně kříží hlavně s podobným rožcem rolním, s nímž však není blízce příbuzný; jejich potomci jsou schopni zdárně růst a pravděpodobně se i množit. Tyto dva druhy mají stejný počet chromozómů, avšak rožec kuřičkolistý má zhruba o 50 % větší jaderný genom; u kříženců je  velikost genomu v polovině mezi rodičovskými druhy. Mnohem častěji k hybridizaci dochází na osluněných hadcových skalkách, než v zastíněných lesních prostorách, kde se světlomilný rožec rolní vyskytuje vzácněji.

## Ohrožení
Další existence tohoto endemického, konkurenčně velmi slabého druhu, rostoucího na tak malém území, je nejvíce ohrožena zarůstáním stanovišť konkurenčně silnými druhy, které jsou k hadcovému podloží tolerantní,  např. třtinou rákosovitou a různými druhy ostružiníku. Dalším nebezpečím do budoucna je křížení s rožcem rolním, jímž může být genofond druhu zmenšen a omezena tak jeho genetická variabilita.
Rožec kuřičkolistý je chráněn prostřednictvím soustavy Natura 2000, Bernskou smlouvou a uveden je i v celosvětovém Červeném seznamu ohrožených druhů. Vyhláškou MŽP ČR č. 395/1992 Sb. ve znění vyhlášky č. 175/2006 Sb. i Červeným seznamem cévnatých rostlin České republiky z roku 2012 je prohlášen za kriticky ohrožený druh.
Většina populací je pod správou maloplošných chráněných území, pravidelně se monitorují a provádějí se opatření, která mají zabránit zarůstání stanovišť, jako je správně načasované vypásání pozemků kozami i ovcemi, odstraňování náletových rostlin i likvidace jehličnatých porostů, jejichž opadané jehličí nepříznivě ovlivňuje vlastnosti půdy.